# Gheorghe Gheorghiu-Dej
Gheorghe Gheorghiu-Dej [ˈɡe̯orɡe ˈɡe̯orɡju ˈdeʒ] (Bârlad, 8 novembre 1901 – Bucarest, 19 marzo 1965) è stato un politico rumeno, Fu capo dello Stato dal 21 marzo 1961 al 18 marzo 1965.
In gioventù si distinse per la militanza sindacale, per la quale fu incarcerato per diversi anni fino alla fine della seconda guerra mondiale. Durante il suo mandato mantenne le distanze dall'Unione Sovietica nella politica economica e internazionale, conferendo allo Stato una certa indipendenza che si accentuò con l'allontanamento delle ultime truppe sovietiche nel 1958. Morì di cancro ai polmoni nel marzo 1965 e il suo sostituto come segretario generale fu Nicolae Ceaușescu.
Sotto il suo governo, la Romania era considerata uno degli alleati più fedeli dell'Unione Sovietica, anche se Gheorghiu-Dej era parzialmente nervoso per la rapida politica di destalinizzazione avviata da Nikita Khrushchev alla fine degli anni 50. Gheorghiu-Dej intensificò le relazioni commerciali tra la Romania ed i paesi occidentali.

## Biografia
Figlio di un semplice operaio, è cresciuto in pessime condizioni. All'età di undici anni dovette lasciare la scuola e intraprendere vari lavori. Alla fine divenne elettricista presso le Căile Ferate Române (ferrovie rumene), dove, dopo aver completato il servizio militare, organizzò uno sciopero nel 1933 e fu quindi condannato a dodici anni di lavori forzati. Dopo che la Romania ruppe l'alleanza con la Germania durante la seconda guerra mondiale, assunse la guida del Partito Comunista Rumeno (PCR) nel 1944. Arrestato più volte dopo il 1933, fu liberato solo dopo la fine del regime del maresciallo Ion Antonescu nel 1944.

## Carriera politica

### Prime attività istituzionali e segretario generale del Partito Comunista Rumeno
Segretario del PCR, Gheorghiu-Dej aderì al Fronte Nazionale Democratico (1945) e appoggiò il governo di Petru Groza, per il quale fu presidente del Consiglio economico (responsabile della vita economica del Paese). Dopo la fondazione del Partito Rumeno dei Lavoratori (1948), ne fu segretario generale e, dal 1948 al 1952 fu vicepresidente del Consiglio dei ministri con incarichi economici.
Tra la fine degli anni Quaranta e gli inizi degli anni Cinquanta fu, insieme a Nicolae Ceaușescu esponente dell'ala "nazionale" del Partito, in contrasto con quella "moscovita" rappresentata da Ana Pauker e Vasile Luca. Il motivo del contrasto era dato dalle diverse direzioni politiche che i due schieramenti intendevano dare al partito, una più attenta al forte sentimento nazionale del popolo rumeno del tempo, l'altra più attenta ai rapporti con l'Unione Sovietica; si trattava comunque di una lotta per il potere in Romania, non di un contrasto democratico, tanto che i due esponenti dell'ala "moscovita" furono poi fatti arrestare e imprigionare dagli avversari usciti vincitori dallo scontro politico.

### Presidente del Consiglio dei ministri (1952–1955) e del Consiglio di Stato (1961–1965)
Salito al potere nei primi anni Cinquanta, Gheorghiu-Dej fu costretto a lasciare i suoi poteri nel 1955 durante il periodo della destalinizzazione perché accusato di stalinismo. Poco tempo dopo, comunque, li riassunse. Dal 1961 fino alla morte presiedette il Consiglio di Stato, carica corrispondente a quella di capo dello Stato, attuando una politica tendente a far conquistare alla Romania una parziale autonomia dall'URSS.
Rifiutò l'ingresso nel Comecon e assunse iniziative volte a sfavorire la minoranza ungherese in Transilvania, come la soppressione dell'insegnamento della lingua magiara nelle scuole della regione, soprattutto dopo la conclusione dei moti ungheresi del 1956 che avevano fatto temere una loro estensione agli ungheresi della Transilvania. Abolì l'insegnamento della lingua russa nelle scuole romene (obbligatorio in tutte le scuole dei paesi del Patto di Varsavia). Dopo la sua morte, avvenuta nel 1965, iniziò di fatto l'era di Ceaușescu, che in politica estera proseguì con una linea di relativa autonomia dall'Unione Sovietica.